# Hippostenes ze Sparty
Hippostenes ze Sparty (gr. Ἱπποσθένης) – starożytny grecki atleta, olimpijczyk.
Po raz pierwszy zwyciężył w Olimpii w zapasach chłopców w roku 632 p.n.e., w którym po raz pierwszy wprowadzono tę konkurencję do programu igrzysk. Później, już jako dorosły mężczyzna, pięć razy z rzędu odnosił triumf w tej dyscyplinie, od 624 do 608 p.n.e. Zgodnie z informacją przekazaną przez Pauzaniasza (Wędrówka po Helladzie III 15,7) posiadał w Sparcie własną świątynię, w której z woli wyroczni oddawano mu cześć równą Posejdonowi.
Jego syn, Hetojmokles, również odniósł w Olimpii zwycięstwo w zawodach zapaśniczych.